# 赤堀侃司
赤堀 侃司（あかほり かんじ、1944年7月21日 - ）は、日本の教育工学者。東京工業大学名誉教授。日本教育情報化振興会名誉会長。元日本教育工学会会長。

## 人物・経歴
広島県呉市生まれ。
1967年静岡大学理学部物理学科卒業。1969年東京工業大学大学院理工学研究科物理学専攻修了、理学修士。1989年東京工業大学工学博士。
静岡県立清水南高等学校教諭、東京学芸大学講師、同助教授、東京工業大学助教授、同教授、同名誉教授、白鷗大学理事・教授・教育学部長、国連大学高等研究所客員教授、コンピュータ教育開発センター理事長等を歴任。
2005年日本教育工学会会長。2012年日本教育情報化振興会会長。2015年ICT CONNECT21（みらいのまなび共創会議）会長。2020年日本教育情報化振興会名誉会長。

## 著書

### 単著
- 『AIと人間の学び 壁の向こうで答えているのはAIか人か?』ジャムハウス、2022年3月31日。ISBN 9784910680033。
- 『プログラミング教育の考え方とすぐに使える教材集』ジャムハウス、2018年4月4日。ISBN 9784906768479。
- 『タブレットは紙に勝てるのか タブレット時代の教育』ジャムハウス、2014年7月18日。ISBN 9784906768240。
- 『教育工学への招待: 教育の問題解決の方法論』ジャストシステム、2002年7月1日。ISBN 9784883092352。

### 教科書
- 『新編情報I』東京書籍、2022年1月1日。ISBN 9784487166503。
- 『情報Ⅱ 情報の力で社会を創る』東京書籍、2023年1月1日。ISBN 9784487166527。